# John Duncan (labdarúgó)
Alex Rennie (Dundee, 1949. február 22. – 2022. október 8.) skót labdarúgó, csatár, edző.

## Pályafutása

### Játékosként
A Broughty Athletic korosztályos csapatában kezdte a labdarúgást. 1968 és 1975 között a Dundee United labdarúgója volt. 1975-től Angliában játszott. 1975 és 1979 között a Tottenham Hotspur, 1979 és 1981 között a Derby County játékos volt. 1981 és 1983 között a Scunthorpe United játékos-edzőjeként tevékenykedett.

### Edzőként
1981-ben a Scunthorpe United játékos-edzőjeként kezdte edzői pályafutását. 1983-ban a Hartlepool United, 1983 és 1987 között a Chesterfield, 1987 és 1990 között az Ipswich Town, 1993 és 2000 között ismét a Chesterfield vezetőedzőjeként dolgozott. 2007 és 2011 között a Loughborough University csapatát edzette.

## Sikerei, díjai

### Edzőként
Chesterfield
- Angol bajnokság – negyedosztály
  - bajnok: 1984–85